# Al Raed FC
Al Raed Saudi Football Club (tiếng Ả Rập: نادي الرائد Nādī ar-Rāʾid, "Câu lạc bộ tiên phong") là một câu lạc bộ bóng đá chuyên nghiệp có trụ sở tại Buraidah. Thành lập vào năm 1954, đội hiện thi đấu tại Saudi Pro League, giải đấu hàng đầu của bóng đá Ả Rập Xê Út, kể từ năm 2008.

## Đôi hình
| Số | Vị trí | Cầu thủ                | Quốc tịch   |
| -- | ------ | ---------------------- | ----------- |
| 1  | TM     | Silviu Lung Jr.        | România     |
| 4  | HV     | Khaled Al-Khathlan     | Ả Rập Xê Út |
| 6  | TV     | Abdullah Majrashi      | Ả Rập Xê Út |
| 7  | TV     | Abdulmalek Al-Shammeri | Ả Rập Xê Út |
| 8  | TV     | Yahya Al-Shehri        | Ả Rập Xê Út |
| 9  | TĐ     | Raed Al-Ghamdi         | Ả Rập Xê Út |
| 10 | TV     | Mohamed Fouzair        | Maroc       |
| 11 | TĐ     | Karim El Berkaoui      | Maroc       |
| 12 | HV     | Mohammed Salem         | Ả Rập Xê Út |
| 14 | TV     | Mansor Al-Beshe        | Ả Rập Xê Út |
| 15 | TV     | Omar Al-Kreidis        | Ả Rập Xê Út |
| 16 | TV     | Abdulaziz Al-Jebreen   | Ả Rập Xê Út |
| 17 | TĐ     | Júlio Tavares          | Cabo Verde  |
| 18 | TV     | Naif Hazazi            | Ả Rập Xê Út |
| 19 | HV     | Abdullah Al-Fahad      | Ả Rập Xê Út |
| 20 | TĐ     | Rakan Al-Dosari        | Ả Rập Xê Út |
| 23 | TM     | Ahmed Al-Rehaili       | Ả Rập Xê Út |
| 28 | HV     | Pablo Santos           | Brasil      |
| 32 | HV     | Mohammed Al-Dossari    | Ả Rập Xê Út |
| 33 | TM     | Mutlaq Al-Hurayji      | Ả Rập Xê Út |
| 41 | TĐ     | Nawaf Al-Sahli         | Ả Rập Xê Út |
| 42 | TĐ     | Anas Al-Zahrani        | Ả Rập Xê Út |
| 44 | TV     | Sultan Al-Farhan       | Ả Rập Xê Út |
| 45 | TV     | Yahya Sunbul           | Ả Rập Xê Út |
| 50 | TM     | Mashari Sanyoor        | Ả Rập Xê Út |
| 66 | HV     | Abdullah Al-Shaflut    | Ả Rập Xê Út |
| 74 | TV     | Abdulmohsen Al-Qahtani | Ả Rập Xê Út |
| 77 | TĐ     | Rayan Al-Marshoud      | Ả Rập Xê Út |
| 88 | TV     | Damjan Đoković         | Croatia     |
| 94 | HV     | Mubarak Al-Rajeh       | Ả Rập Xê Út |

## Danh hiệu
- Saudi First Division League
  - Vô địch (2): 1991–92, 2007–08
  - Á quân (4): 1985–86, 1988–89, 1998–99, 2001–02